# Привремено народно представништво Краљевства Срба, Хрвата и Словенаца
Привремено народно представништво Краљевства Срба, Хрвата и Словенаца је одржана 1. март 1919 — 28. новембар 1920.
Народно представништво је било састављено од 296 посланика, постављених указом владе. Посланици су махом били из ранијих парламената југословенских земаља, изабрани пре Првог светског рата, изасланика Српске Скупштине и Старе Србије и Македоније, од сразмерног броја чланова Народних Већа, и од представника Војводства и Црне Горе.
Одлуком Привременог народног представништва од 15. јула 1920, реч Краљевство у имену државе је промењена у Краљевина након претходог предлога председника Министарског савета Миленка Веснића да се употребљава реч Краљевина. Тако да је од тог датума званичан назив државе био Краљевина Срба, Хрвата и Словенаца. Промена у називу државе није одмах уследила на званичним документима нити је истовремено примењена.

## Привремено народно представништво
После прокламованог уједињења и образовања првог кабинета Краљевства Срба, Хрвата и Словенаца, указом од 24. фебруара 1919, сазвано је Привремено народно представништво за први март 1919 у Београду.
Привремено народно представништво, које се састало под веома тешким околностима, имало је пре свега кроз законодавни рад да постави прве основе новој држави Краљевства Срба, Хрвата и Словенаца, да изврши припреме за сазив Уставотворне скупштине и, најзад, да својом сагласношћу и сарадњом са Круном и владом омогући доношење ауторитативних одлука неопходних за устројство и живот младе државне заједнице, са неколико у основи различитих законодавстава. Изборни закон за Уставотворну скупштину био је при томе један од њених главних задатака.
Али, под сенком бајонета, у још увек усијаној послератној атмосфери, у доба мировних конференција и преговора за разграничење на којима су права Срба, Хрвата и Словенаца често била озбиљно угрожена, Привремено народно представништво имало је да се бори и са унутрашњим и са спољним препрекама.
С друге стране војска изнурена, десеткована, исцрпљена непрекидним борбама и сатрвена умором, није још била демобилисана. Потреба за њеном интервенцијом осећала се још увек на разним странама. Из Црне Горе, из граничних зона према Албанији, Бугарској и Мађарској, из Словеније и Корушке, из Северне Далмације окупиране од италијанске армије, пристизали су апели за помоћ и заштиту. Све ово повећавало је многобројне тешкоће. Највећи део чиновничког апарата био је у војној служби a Привремено народно представништво, од кога су се очекивале најрадикалније мере на обнови земље и организацији управе, морало је да савлађује огромне и велике тешкоће.
Први кабинет Стојана Протића, одмах по уједињењу, нотификовао је свима савезничким и неутралним државама образовање Краљевства Срба, Хрвата и Словенаца, али одговор на ову нотификацију од стране савезника Енглеске, Француске и Италије још није стигао, нити је признање међународног индивидуалитета Краљевства СХС било потврђено. Опустошена земља без довољно хране, санитетског и техничког материјала, људства и стоке, без неопходних саобраћајних веза, потпуно уништених за време ратних операција, била је претежно у веома неповољном положају. Говор министра пошта и телеграфа др. Еде Лукинића, на једној од првих седница Привременог народног представништва, најбоље илуструје ово стање: „У Србији“, рекао је тада др. Лукинић, „нема ни толико коња, кола и кочијаша да се успостави минималан поштански саобраћај. За прву руку, по прорачуну стручњака, требало би најмање 200 коња, 90 кола и 100 кочијаша, али је све то немогуће наћи. Мој поштовани колега министар народног здравља др. Круљ, када је прошлих дана у Србији умирало дневно на стотине људи од пегавца, шпанске грознице и дифтерије, није могао кроз читавих месец дана превести из Земуна у Београд шлеп са медикаментима, јер није било радне снаге и коња. Немојте мислити да се оно, што је један страшан рат уништио за неколико година, може кроз три месеца поправити. Па и поред тога влада ће учинити све пошто нема изгледа да ће железнице у Србији скоро бити поправљене." Министар војске и морнарице генерал Хаџић такође је тада обавестио Привремено народно представништво о свом наређењу по коме се из иностранства, преко Дубровника за Београд, имају упућивати само они инвалиди који могу ићи пешке јер превозних средстава нема.
Сам народ очекивао је од Привременог народног представништва све. Пристизало је свакодневно безбројно молби у којима се тражила новчана помоћ, храна, лекови и безброј других најразличитијих ствари. Тако је Бокор Карољи из Суботице тражио камен за прскање винограда, Јован Васић потпуковник у пензији молио је да се извиди зашто је пензионисан, Милка Миловановић из Лучина захтевала је успостављање јавне безбедности и сигурности, Драгиња Катић тражила је да је Скупштина ослободи неуредних кирајџија, Грујица Николић из Рушња тражио је да се поради код Духовног суда, да се бракови брже разводе (сличних молби има веома много), док се велики број грађана из Северне Далмације жалио на терор италијанских окупаторских власти и тражио што хитнију заштиту.
У оваквим часовима Привремено народно представништво састало се 1. марта 1919, у згради старог Краљевског Двора. У Привремено народно представништво изабрали су своје делегате: Српска народна скупштина и остале народне представничке организације у ослобођеним крајевима, и то Народно веће у Загребу за Словенију, Хрватску, Славонију и Истру, Земаљска влада у Сплиту за Далмацију, Велика народна скупштина на Цетињу за Црну Гору, Народно веће у Сарајеву за Босну и Херцеговину и Војвођанска народна скупштина у Новом Саду. По броју посланика поједине покрајине у Привременом народном представништву биле су овако заступљене: Словенија са 32 посланика, Хрватска са Ријеком и Међумурјем 60, Истра 4, Војводина 24, Далмација 12, Босна и Херцеговина 42, Србија 84, Црна Гора 12, и Јужна Србија, после избора који су обављени 30. марта са 24 посланика. Председништво Хрватске сељачке пучке странке Стјепана Радића обавестило је Привремено народно представништво да народни заступници (двојица) које је оно, по одлуци Народног већа у Загребу, требало да делегира, неће вршити свој мандат.
У присуству председника Министарског савета Стојана Протића, свих чланова владе, дипломатског кора и представника штампе, први претходни састанак Привременог народног представништва отворен је читањем указа о сазиву, што је извршио министар за припрему Уставотворне скупштине и изједначење закона др. Алберт Крамер. Место привременог председника заузео је по годинама најстарији посланик Глигорије Јефтановић, стари политички борац из Босне, који је са неколико речи истакао значај тренутка када се у ослобођеној домовини састаје прво Народно представништво, предлажући истовремено да се у раду, до израде новог пословника, примењује закон о пословном реду у Српској народној скупштини. За привремене секретаре изабрани су Милутин Драговић, др. Иван Новак, др. Владимир Ћоровић и др. Јозе Ловренчић. Једини говорник на овој првој седници био је Живојин Рафајловић, који је одао пошту сенима палих бораца за ослобођење и уједињење. Закључујућк седницу привремени председник Јефтановић предложио је да сви народни представници пођу у богомоље на благодарење.
По конституисању Верификационог одбора, седницама пленума до избора сталног председништва руководио је председник Верификационог одбора Драгутин Пећић. Верификациони одбор је већ 12. марта поднео Скупштини свој извештај у коме се констатује да је укупно расматрано 273 поднета пуномоћја и 26 жалби. Извештај је прво прочитан на српско-хрватском језику, a затим је председавајући наложио секретару да исти текст прочита и на словеначком. Међутим је реч узео потпредседник владе др. Антон Корошец, који је рекао:
Какор чујемо, се чита порочило Верификацијскега одбора туди в језику ки га говори наша мати. Кер па разумемо вси језик, в катерем је порочило сестављено, предлагам да се то не прочита ше в словенскем језику, ин просим господа председника да благоволи читање по господу др. Лончарју уставити.
Сви представници поздравили су једнодушно ову изјаву др. Корошца.
На завршетку дискусије о извештају Председништво је верификовало 258 мандата, a на наредној седници извршено је полагање заклетве и избор сталног председништва Привременог народног представништва. За председника, по споразуму група, изабран је др. Драгољуб Павловић, за потпредседнике др. Иван Рибар и др. Франц Јанковић, a за секретаре Петар Јовановић, др. Јоца Манојловић, др. Александар Мијовић, Јосиф Бојиновић, др. Иван Крниц, др. Павле Пестотник и др. Драгутин Лончар. Захваљујући се на поверењу председник др. Павловић у своме говору осврнуо се на све фазе борбе за ослобођење и уједињење, наглашавајући да Привремено народно представништво има да постави „прве погодбе националном јединству које, као и целокупан склоп државног живота, мора бити засновано на демократској основи". „.. .Наше национално уједињење, рекао је др. Павловић, „постало је демократским путем. Оно је протест противу угњетавања народа, против потчињености народа a за право самоопредељења народа. Демократија ће изгладити разлике које је дуга прошлост и хетерогена култура оставила међу нама. Она ће цементирати сва три племена у један народ, кога од сада очекује једна иста судбина у добру и у злу. Народно представништво отпочиње сада свој рад, отпочиње парламентарни живот у уједињеном нашем народу. Народно представништво ће успети да савлада заоставштине прошлости, као што ће успети да постави здраве и једре основе народног јединства".
Пошто су тако извршене све претходне припреме Прстолонаследник Регент Александар, у име Краља Петра I, отворио је 16. марта 1919. Престоном Беседом седнице Привременог народног представништва. Овај чин извршен је на веома свечан начин и у свечаној атмосфери. Прекидан честим одобравањем и аплаузом Престолонаследник Александар примио је у самој дворани из руку министра председника Стојана Протића Беседу у којој се, између осталог, каже:
Господо народни представници, у име Његовог Величанства нашега Краља Петра I, поздрављам вас и преко вас цео наш народ, који ви данас представљате. Поздрављам сву браћу славнога имена српскога, хрватскога, словеначкога. Ја делим са свима вама неограничену радост што нас вишњи промисао удостоји доживети дан, када се први пут у свом дугом историјском животу узвисисмо својом свешћу до среће: да само на једном државном Сабору, у само једном Народном представништву, као независни господари своје судбине, започнемо племениту сарадњу Круне и Народа, на добро наше лепе уједињене Отаџбине и свих њених синова и кћери.
У Беседи се даље одаје признање војсци, чији су напори донели уједињење и остварење историјске правде. Истиче се дуг захвалности и према Савезницима и изражава нада да ће они своје старање за Србе, Хрвате и Словенце осведочити и на Конгресу мира. Вели се даље:
Ми се надамо, да ће се наши племенити Савезници према нама руководити само начелима, која су за конгресне одлуке сами унапред јавно прописали и прогласили. Ми не тражимо ништа што није право, јер не тражимо ништа што би у истини било туђе. Ми хоћемо да се нашој браћи и другом становништву које живи заједно са њима у нашој народној кући допусти да сами слободно одлуче о својој судбини.

Многи и тешки задаци стоје пред вама. Будућност очекује од вас да опрезно, али и без успоравања, припремите и изграђујете најпотребније нам делове нове наше државне зграде; садашњост с нестрпљењем гледа у вас, и да залечите тешке ране, које јој је непријатељ задао и да почнете што скорије и незадржано раскивање древних окова, које туђински систем још у нас одржава. Ја се надам да ћете у парламентарној сагласности са мојом владом сложно и одлучно савладати големе тешкоће, које су нам се испречиле на самом уласку у наш нови државни и народни живот.... A у истом смислу потребно је да се и досадашњи плодови унутрашњег државног развоја, који су Србији стекли заслужени глас у целом нашем народу, што пре пресаде и на сву осталу државну област привременим Уставом, по коме ћемо владати и управљати, док Велика народна скупштина, као уставотворно тело не изради коначно темељни закон нашег Краљевства.
У Беседи се такође наглашава хитност потребе да се земљорадник ослободи веза које га још чине зависним од власника земље, чиме се са највишег места указало на неопходност брзог извођења аграрне реформе. Беседа се завршава речима: „Живели сви Моји верни Срби, Хрвати и Словенци!"
Адресни одбор привременог Народног представништва, на челу са др. Првиславом Грисогоном израдио је, као одговор на Беседу, нацрт Адресе који је после исцрпне дискусије у пленуму усвојен без икаквих измена. У Адреси се парафразира Престона беседа, изражава пуна верност Краљу, Престолонаследнику Регенту Александру и Династији, под којом је „испуњен вековни завет и крунисан столетни рад, муке, патње и борбе свих делова нашег народа да од туђина одбране своје народне особине и свој народни посед". Приказује се пожртвовање војске и народа у ослободилачком рату, велича настојање Србије и одлучно додаје да су Срби, Хрвати и Словенци противни „да се ма чији прохтеви завлађивања појачавају на рачун њиховог народног јединства. Јер, народи нису предмети који могу прелазити непитани из власти једнога под власт другога".
„У парламентарној сагласности с владом", закључује се у Адреси, „Народно представништво ће се дати на посао видања тешких рана далеке и непосредне прошласти и спремати подлоге процвата уједињеног народа и домовине, стварајући предуслове за коначну демократску организацију нашега Краљевства. Њу ће положити Устав који донесе Уставотворна скупштина, изабрана чим се после седмогодишње страже и борбе за народне идеале могу својим домовима вратити славом овенчани ратници наши. Израду изборног реда за ту Скупштину Народно представништво сматра као један од својих најпречих послова, при коме ће се инспирисати начелима модерне демократије, која омогућује у праведном сразмеру сарадњу свих струја народа у државном животу.
Уверено да само држава уређена по начелима потпуних грађанских слобода, правне једнакости, културног и социјалног прогреса, може бити безбедна од опасности споља и изнутра, Народно представништво је задовољно што је већ пре његова састанка проглашена даља немогућност феудалних аграрних одношаја..."
Дискусију о Адреси отворио је председник Министарског савета Стојан Протић који је пред Народним представништвом приказао унутрашњу и спољну ситуацију у којој се земља налазила. Он је нагласио да признање државе Срба, Хрвата и Словенаца од стране Савезника још није извршено, па је у вези са тим, отворено и јасно, изнео разне аспирације на поједине делове државне територије од стране суседа. Чинећи ове напомене и саопштења Протић се обратио посланицима:
Ви можете увидети колико је деликатан и тежак положај нашег младог Краљевства на Конгресу мира. После победе над непријатељем, ми сад морамо уверавати наше Савезнике и пријатеље, колико су наша пожртвовања оправдана, ми апелујемо на њихова начела и свечане изјаве и призивамо их у помоћ противу тајних уговора, раније начињених противу наших народних права. Ситуација заиста колико деликатна толико заплетена и мучна... Ми смо, по свом дубоком уверењу, имали право и дужност, да изнесемо и поставимо пред суд европски, који гради будући мир, цело наше народно питање. Ми сматрамо да би се огрешили и о свој народ и о будући мир кад то не бисмо учинили. Ми верујемо да смо дужни били бити искрени и према својим Савезницима казујући им целу истину и износећи им право стање целе ствари. Ми смо исто тако решени и одлучно бранити наше праведне захтеве, уверени да тиме чинимо једну свету дужност и према себи и према Савезницима, јер ни један свој захтев не заснивамо на принципима прошлости и принципима, који би данас сутра могли непријатељима слободе и напретка човечанства послужити као средство за њихове сврхе и планове.
Ја се нећу овде дуго задржавати на оним тешким и у исто време деликатним односима између окупационе италијанске војске и нашег становништва на целом овом широком и дугом појасу нашег Краљевства, који по злој судбини долази у окупациону област. Ситуација је ова колико необична и неприродна толико за нас веома мучна јер ставља нерве онамошњег нашег становништва на врло тешку пробу. У тој области нашег Краљевства, која је по народу и која то живо жели да буде, саставни део Краљевства Срба, Хрвата и Словенаца, сав је народ чисто наш, осим спорадичних и незнатних оаза талијанских. Па ипак у целој тој области талијанска војска да држи ред и поредак? Ја ћу споменути само неколико ноторних факата о држању окупаторских италијанских власти: оне свуда истичу талијанске заставе a наше народне и нашу нову државну заставу забрањују. Оне траже и изнуђавају заклетве, оне траже од свих чиновника нове нарочите молбе да ступе у службу талијанску и да се сматрају као талијански чиновници, оне депортирају наше виђене људе. Несугласице, неспоразуми па и сукоби су неизбежна и природна последица овога ненормалног стања ствари. A како морају дејствовати на сав тај део нашега народа, као и на нас саме, речи поштованог председника талијанске владе, да се Италија не може оглушити позиву „најиталијанскије" вароши Ријеке? Лако вам је замислити и представити, вама који тако исто добро знате као и ја сам, да нас хрватска Ријека не само зове него и преклиње да је ми што пре у наручја своја примимо и загрлимо, и да то исто чини и цела Истра и цела Горичка област... Велики број Талијана у Трсту и Горици није довољан разлог не дати их нама, исто онако као што ни велики број Талијана у Њујорку не би могао бити разлог одрицати га САД. Земља, цела област тршћанска и горичка, као и ријечка наша је, као што је наша и цела област Бачке и западног Баната, коме природно припадају и Темишвар, Вршац и Бела Црква, без обзира на то што је непријатељ намерно, с планом и силом власти, променио сразмеру народних елемената у ове три вароши за последња два века.

Ми тражимо примену принципа, које су наши Савезници истакли у борби противу насилничких германских теорија: сва наша потраживања заснивамо на принципима слободе народног самоопредељења, начело народности независног и самосталног суда и изборног суда Америке. Ако други принципи вреде за друге, онда они треба да вреде и за нас, у толико пре што ми и сада њих тражимо само као помоћне принципе првих, a не као главне.
У целој дискусији народно уједињење приказано је као историјска неопходност и свршен чин, који се мора признати међународним потврдама. Говори су били прожети жучним протестом противу свих иностраних тенденција које су ишле за ометањем јединства, цепањем државне територије и ампутирањем појединих њених делова, a нарочито противу тајног Лондонског пакта. Говори Матка Лагиње и Првислава Грисогона, Милорада Драшковића и дон Јураја Бијанкиниа били су нарочито запажени по својој садржајности, обимности и категоричком излагању. На састанку од 24. марта Адреса је у плануму, по завршетку дискусије, усвојена једногласно. Нарочито изасланство Народног представништва предало је Адресу Престолонаследнику Регенту Александру.
Први законски предлог који је поднет на решење Привременом народном представништву био је предлог закона о ванредном кредиту од 130.000.000 динара. Буџет благовремено није могао бити израђен. Није било ни техничких услова, ни физичких могућности, па ни најпотребнијих приближних рачунских података. Министар финансија у своме експозеу о буџету за 1937/38 г. пред Финансијским одбором, задржао се и на завршним рачунима из ранијих година и том приликом приказао како је он, као чиновник са својим колегама у Министарству финансија, радио на пројекту овог првог буџета Краљевства СХС. По његовим речима тада је недостајало чак столова и столица и писаћег прибора. Улажући невероватне напоре да бар створе приближну слику државних расхода и прихода чиновници су радили и преко ноћи, седећи на столовима поред слабе светлости свећа. Како буџет из свих тих разлога није могао бити на време поднет Народном представништву, министар финансија посебним законским предлогом тражио је одобрење овога кредита који се имао употребити за подмирење свих државних потреба у месецу априлу. Накнадно, при самом гласању, министар је затражио одобрење истог кредита у истом износу и за месец мај, с чим се Представништво сагласило. У образложењу пред пленумом министар финансија др. Момчило Нинчић изнео је у кратким потезима преглед финансијске ситуације у земљи и изнео озбиљност њеног економског положаја. Он је рекао да треба уједно приступити решењу и буџетског и валутног и пореског проблема, тим пре што се испоставља да се већ у првој години државног живота појављује дефицит од једне милијарде динара. Отуда је на дневни ред дошло повећање пореских дажбина. Питање радикалне валутне реформе такође је једно од најактуелнијих, имајући у виду да су знатне количине српских новчаница изнете од стране непријатеља из земље, и да се у циркулацији налази огроман број аустријских круна са умањеном инфлационом вредношћу. Сем тога преко границе кријумчарени су читави џакови филсификованих круна. Министар др. Нинчић упознао је Народно представништво са намерама у погледу валутне реформе, која би имала да се креће у правцу смањивања непотребних количина папирног новца и прилагођавања броја новчаница у циркулацији постојећој златној подлози. Замена круна вршила би се по једном утврђеном односу папирним новцем у динарима, који је био у раду. Др. Нинчић је тражио увођење здраве монете и одржавање њеног повољног курса према страној валута.
Дебата о овом првом кредиту била је претежно политичке природе. Многи говорници изнели су гледишта по важним државним и националним питањима, посматрајући критички рад владе. Министру унутрашњих послова Светозару Прибићевићу чињени су приговори ради цензурисања и забране појединих листова и контроле над политичким зборовима. Изражавана је жеља да влада што пре допусти најшире грађанске слободе. Како је Матко Лагиња додирнуо случај са хапшењем хрватских народних заступника Стјепана Радића, др. Пазмана и др. Пребега у Загребу, министар унутрашњих послова Прибићевић дао је и о томе кратко објашњење: „Што се тиче цензуре, то ја, као професионални новинар, стојим на гледишту да треба да буде слободног изражавања мишљења. Али, немојте заборавити, да ми у овом часу још не живимо у нормалном времену, него да се ми још увек налазимо у националној револуцији и у ратном стању. Још међународна конференција у Паризу није свршила свој посао, и ја вас питам где имате у државама, које су у ратном стању, штампу без цензуре... Што се пак тиче хапшења која су јуче (25. марта) извршена у Загребу, тј. хапшења заступника г. Стјепана Радића и г. Пребега, те г. Пазмана, имам да изјавим ово: Пре свега што се тиче хапшења г. Стјепана Радића, ако треба да будем позван на одговорност, онда имам да будем позван зато што сам тако касно поступио, јер нека буде слободно свакоме ширење његовог мишљења и агитација за његово мишљење, али развијати разуздану хајку против јединства наше државе и развијати агитацију, која доноси као последицу обасипање нашега Владара погрдама, то ја, докле год сам ту, нећу дозволити . . . " Дискусију је завршио председник владе Стојан Протић који је нагласио да се влади неоправдано пребацује и замера што није дала довољно слободе. Он даље истиче да треба имати на уму да се земља налази у „једном стадију државног живота, када је у првом реду најважније извојевати и одржати слободу пред иностранством".
Уопште узевши у целокупном раду Привременог народног представништва веома је карактеристичан однос између владе и Народног представништва. Народни посланици савесно и до крајњих граница користили су своја права у вршењу мандата. Над радом владе осећао се пун надзор Представништва. Небројене интерпелације упућиване су свакодневно на чланове Министарског савета. Кратким питањима и тражењем обавештења од појединих министара пропраћен је велики део седнице пленума. Министри су такође са своје стране најчешће одмах примали дискусију и тако личном увиђавношћу и осећајем одговорности пред Народном скупштином јачали ауторитет Народног представништва.
Па уз све то, рад у Привременом народном представништву није текао глатко и без трзавица, нарочито стога што су често мењане владе и што није било једног устаљеног односа међу странкама, јер није било завршено страначко претапање и превирање. Ради тога је Привремено народно представништво имало дуже паузе нерада, нарочито у временима министарских криза. Прва таква дужа пауза била је од 11. априла до 6. маја 1919, a после ње рад је настављен живљим темпом све до пада кабинета Стојана Протића, што је саопштено Народној скупштини на седници од 4. августа 1919. Протићев кабинет демисионирао је што су, између министра председника Стојана Протића и министра унутрашњих послова Светозара Прибићевића, наступили неспоразуми који су искључивали заједнички рад. Ти односи, према обавештењу које је Народном представништву у мотивацији своје странке дао Протић, постали су „ненормални и без потребног узајамног поверења", a сем тога избиле су и друге несугласице, од којих је нарочито било тешко питање епископске столице у Ђакову. На тај начин престао је да функционише први заједнички кабинет a њега је 16. августа 1919. заменио кабинет Љубомира Давидовића. Влада Љубомира Давидовића била је коалициона, демократско-социјалистичка, и у њој није било представника других политичких странака.
Кабинет Љубомира Давидовића представио се Народном представништву једном опширном декларацијом која је предвиђала убрзан рад Народног представништва, настављање послова који се имају завршити пре избора за Уставотворну скупштину и рад на унутрашњим реформама. Декларација изражава наду да ће Конференција мира признати Краљевини Срба, Хрвата и Словенаца све њене интересе. „Ми немамо ништа да исправљамо у својим гледиштима и захтевима", каже се у декларацији. „Наша је дужност да их бранимо, до краја, свуда где су угрожени. Ми живо саосећамо са још неуједињеном браћом из свих наших крајева која су гоњена због њихове љубави према своме народу". Влада ће настојати да се што пре изађе из досадашњег провизориума у коме се земља налази. Међутим је у октобру 1919. поново избила криза владе, па је кабинет Давидовићев морао да демисионира, али је убрзо састављена нова Давидовићева влада, на својој претходној основи, са врло малим личним изменама.
За време трајања овога демократско-социјалистичког кабинета, Привремено народно представништво мало је радило, a влада је намеравала да га потпуно распусти и да одмах распише изборе за Уставотворну скупштину. То гледиште владе Љубомира Давидовића нису заступали и остали фактори, a против њега су биле и све странке које су стајале у опозицији према влади Давидовића, па је Давидовић демисионирао a нову владу образовао је поново Стојан Протић 19. фебруара 1920. Влада Стојана Протића представила се Привременом народном представништву на седници која је одржана 5. марта, једном декларацијом у којој се нарочито истиче да прошла влада није радила са Привременим народним представништвом, па је оно било одгађано од рока до рока. Давидовићева влада предложила је 14. фебруара Круни, да се Привремено народно представништво распусти и распишу избори за Уставотворну скупштину, ради тога што је рад са Привременим представништвом сматрала не само као немогућ, већ и као штетан. Влада која се представља Привременом представништву стоји на гледишту, да је немогуће и штетно распуштати сада Привремено народно представништво. Све дотле, док то Представништво не изради оно што је потребно за Уставотворну скупштину оно не може бити распуштено. Томе се противи и дата реч Наследника Престола од 24. децембра 1918, за коју су одговорни и сви саветници Круне, и они са деснице и они са левице, јер су је премапотписали. Распуштати сада Привремено народно представништво било би противно и свим принципима модерне демократске државе, јер се не би смело догодити да се Уставотворна скупштина изабере на основу једног октроисаног изборног реда, који би влада промулговала без контроле парламентарног тела. У декларацији владе Стојана Протића наводи се све оно што треба да буде посвршавано пре расписивања избора за Уставотворну скупштину.
После тога влада је намеравала да настави рад са Привременим народним представништвом, али су околности ипак биле такве да се на стваран рад за дуже времена није могло прећи. Средином априла 1920. избио је штрајк на железницама и бродовима, па Народна скупштина није радила, јер посланици нису могли да допутују у Београд. Како се, међутим, влада Стојана Протића у Народном представништву ослањала на представнике и присталице Народне радикалне странке, и на представнике неких мањих политичких странака из Хрватске и Далмације, рад у Народном представништву није могао тећи глатко, јер је опозиција била и велика и снажна. Крајем априла у Народном представништву почела је опструкција коју су вршиле опозиционе странке, a она се продужила и у току првих дана месеца маја. Опструкција је била тако организована да се седнице Представништва од 27. и 28. априла и 3, 5, 7, 12. и 14. маја нису уопште могле одржати, јер се увек констатовало да нема кворума за рад. Влада Стојана Протића такође није долазила на седнице, у знак протеста, о чему је председништво Привременог народног представништва било писмено обавештено. У томе акту, датираном 28. априла 1920, шеф владе Стојан Протић писао је: „Не желећи, у интересу парламента и земље, извргавати ни парламенат ни земљу поново призорима којима је Привремено народно представништво било до сада позорница, a земља наша сведок, a сагласно са мислима изложеним у мом експозеу о политичкој ситуацији, поднесеном Њ. В. Наследнику Престола, Краљевска влада не може под таквим околностима долазити у седнице Народног представништва све дотле, док опозиција буде остала при томе своме држању".
Народно представништво наставило је рад 19. маја али и овај пут чланови владе нису присуствовали седници. Неколико дана доцније влада Стојана Протића демисионирала је, па је образован кабинет др. Миленка Веснића који је био концентрациони и у коме су били представници свих главнијих политичких странака. Веснићева влада представила се Народном представништву 26. маја 1920 декларацијом која је наглашавала да је први, основни и једини владин циљ припремање Устава за Краљевину Срба, Хрвата и Словенаца и свршавање предрадњи за Уставотворну скупштину. Ради тога је Народно преставништво одмах прешло на претрес изборног закона за Уставотворну скупштину, радећи у исто време и неке друге важније законске основе. Тај рад настављен је и после пада прве и образовања друге владе др. Миленка Веснића, што је извршено у другој половини августа 1920.
У току маја, јуна, јула, августа и септембра, Народно представништво одржало је више седница. Како је крајем априла умро председник Привременог народног представништва Драгољуб Павловић, у току септембра извршен је понован избор председништва, па је за председника био изабран др. Станојло Вукчевић, за II потпредседника Адолф Рибникар, a за секретара Херубин Шегвић. Рад је настављен све до 22. октобра, када су седнице биле одгођене пристанком Народног представништва које се после тога није више ни састајало јер је било распуштено, a избори за Уставотворну скупштину заказани су за 28. новембар 1920.
Привремено народно представништво одржало је 137 редовних састанака, a за време његова рада донесени су ови закони: закон о изједначењу календара; ** закона о обустави и извршењу у току рокова; закон о Универзитету у Љубљани; ** закона о Универзитету; закон о признању погодаба за стицање адвокатског и јавног бележништва; ** закона о народним школама; ** закона о пороти; * закона мораториуму; закон о бањама, минералним и топлим водама; закон о изборима народних посланика за Уставотворну скупштину; буџетске дванаестине за мај, јуни и јули 1920; закон о држављанству; буџетске дванаестине за јули, август и септембар 1920; закон о уговору о миру између савезничких сила и Немачке; закон о уговору о миру између савезничких сила и Бугарске; и аутономни правилник о пословном реду у Привременом народном представништву.